# 弧矢增十二
船尾座6，又名BD-16 2146，HD 63697、SAO 153454、HR 3044，是船尾座的一颗恒星，视星等为5.18，位于銀經234.91，銀緯4.51，其B1900.0坐标为赤經7h 45m 10.1s，赤緯-16° 4.51′ 25″。